# 亚特兰大和西点铁路
亚特兰大和西点铁路（英語：Atlanta and West Point Railroad，报告代码：AWP）是美国佐治亚州历史上一家铁路公司，其历史可追溯至19世纪中叶。该铁路最初于1847年以亚特兰大和拉格兰奇铁路（英語：Atlanta and LaGrange Rail Road）的名义获得特许经营权，并于1854年5月建成通车，其线路全长80英里，起点位于东点，终点为拉格兰奇，采用在当时的美国南部铁路中较为常见的5英尺（1,524毫米）的宽轨轨距。1857年，更名为亚特兰大和西点铁路。在1889年之前，亚特兰大和西点铁路的列车进入亚特兰大市区需借用梅肯和西部铁路（Macon and Western Railroad）的轨道，直至其自主修建了6英里长的专用线后才实现独立营运。
该公司的控制权曾多次易手。佐治亚铁路与银行公司曾长期持有其大量非控股权益，到19世纪末至20世纪初，佐治亚铁路与银行公司、亚特兰大和西点铁路、阿拉巴马西部铁路三家公司开始由路易斯维尔和纳什维尔铁路和佐治亚中央铁路通过联合租赁的方式控制，后由大西洋海岸线铁路逐步控制多数股权。大西洋海岸线铁路通过租赁佐治亚铁路与银行公司的资产，成为亚特兰大和西点铁路的实际控制人，并使其成为连接亚特兰大与塞尔玛的“西点路线”（West Point Route）的重要组成部分。1967年，该铁路全年货运周转量达2.32亿吨英里，旅客周转量为300万人英里，营业里程总长93英里（150公里）。
1972年，随着大西洋海岸线铁路与海岸航空线铁路合并成立海岸沿海线铁路，亚特兰大和西点铁路被纳入家族铁路系统（Family Lines System）。1983年6月，随着铁路行业的进一步整合，亚特兰大和西点铁路被并入海岸系统铁路，其名称正式退出历史舞台。如今，这条铁路的资产由CSX运输公司所有，成为其庞大铁路网络的一部分。